# Gelsomini (métro de Milan)
Gelsomini est une station de métro à Milan, en Italie. Située sur la ligne 4 du métro de Milan entre Segneri et Frattini, elle a ouvert le 12 octobre 2024.